# Fertile Ground (Beverly Hills 90210)
Fertile Ground is de vijftiende aflevering van het tiende seizoen van het tienerdrama Beverly Hills, 90210, die voor het eerst werden uitgezonden op 26 januari 2000.

## Plot
Kelly vertelt Donna dat zij toch wil stoppen met de winkel omdat zij niet gelukkig is en een andere weg wil inslaan. Donna is niet blij met haar keuze maar accepteert het toch en wil de vriendschap blijven houden. Nu donna er alleen voor staat beseft dat zij nu alles alleen moet doen en daar heeft zij moeite mee, zo gaat zij naar een bijeenkomst voor kledingverkopers en daar ontmoet zij een dame genaamd Camille en het klikt meteen tussen hen. Camille koppelt Donna aan een kledinginkoper, Dan, en Donna is blij met dit. Donna gaat met Dan op stap en ontdekt dan dat het toch tegenvalt en wil hem dumpen maar weet niet hoe zij dit aan moet pakken omdat hij ook een klant kan worden van Donna. Als Camille langs komt in de winkel dan ontmoet zij David en er ontstaat tussen hen ook een klik en gaan samen op stap.
Kelly staat ondertussen Matt bij die bezoek krijgt van zijn broer Patrick en zijn vrouw Juliane, het contact is tussen hen niet zo goed en Matt is bang dat dit bezoek op een drama eindigt omdat Patrick hem altijd kleineert. Het bezoek krijgt een onverwachte wending als Matt hoort wat de reden is van hun bezoek, het schijnt dat Patrick zijn vrouw geen kinderen kan geven en vraagt Matt of hij spermadonor wil zijn bij Juliane zodat zij toch kinderen kunnen krijgen. Dit slaat in als een bom en Matt is vereerd met deze vraag omdat hij nu hoort dat Patrick hem wel hoog heeft zitten. Kelly echter staat niet te springen en vraagt Matt om het niet te doen. Patrick weet Kelly over te halen om toch haar toestemming te geven en Matt is blij dat hij nu zijn broer kan helpen.
Dylan kent een baas van een sportzender, Russell, die medewerkers zoekt en brengt hem in contact met Gina. Gina gaat met grote hoop naar hem toe en hoort dan dat zij een baan kan krijgen mits zij eerst zijn zoon Michael gaat trainen om hem gezonder te krijgen. Zij is teleurgesteld maar wil het toch proberen en gaat aan de slag met Michael. Gina hoort van Michael dat zijn moeder is overleden en sindsdien is zijn vader zeer streng voor hem en toont weinig emoties naar hem. Gina haalt hem over om los te komen van zijn vader en dat hij een oorring moet nemen, dit wordt niet in dank afgenomen door Russell en Gina wordt ontslagen. Gina laat het er niet bij zitten en gaat Michael ophalen om met hem naar zijn eindejaarsbal te gaan en vertelt Russell de waarheid over de opvoeding naar zijn zoon.
De personen die Dylan aangegeven heeft bij de politie met de drugsvondst hebben het nu voorzien op Dylan, zij willen dat hij de kosten terugbetaald vanwege de drugs die zij kwijt zijn. Dylan piekert er niet over en dat stellen zij niet op prijs. Om Dylan onder druk te zetten wordt Noah ontvoerd door deze mensen.
Steve is nog steeds ontsteld dat de babysitter Darby hem nog steeds niet herkend van de universiteit. Darby gaat nog op stap met Noah en Steve hoort hem uit over haar en hoort dan dat zij hem nog niet herkend heeft. Steve neemt het zekere voor het onzeker en vertelt Janet over zijn verleden met Darby, Janet is hier niet blij mee en wil Darby ontslaan. Darby snapt er niets van en zweert dat zij nooit iets heeft gehad met Steve en neemt dan zelf ontslag.

## Rolverdeling
- Jennie Garth - Kelly Taylor
- Ian Ziering - Steve Sanders
- Brian Austin Green - David Silver
- Tori Spelling - Donna Martin
- Luke Perry - Dylan McKay
- Joe E. Tata - Nat Bussichio
- Lindsay Price - Janet Sosna
- Daniel Cosgrove - Matt Durning
- Vanessa Marcil - Gina Kincaid
- Vincent Young - Noah Hunter
- Josie Davis - Camille Desmond
- Jill Bennett - Darby Shahan
- Jerry Doyle - Russell
- Gili Lang - Michael
- Andrew Bilgore - Dan Clemens
- Freeman Michaels - Patrick Durning
- Walker Brandt - Juliane Durning
- Sydney Penny - Josie Oliver
- Jesse Hoffman - Shane Oliver